# (19004) Chirayath
(19004) Chirayath (2000 RU62) – planetoida z grupy pasa głównego asteroid okrążająca Słońce w ciągu 3,33 lat w średniej odległości 2,23 j.a. Odkryta 2 września 2000 roku.